# Kapliwka
Kapliwka (ukr. Каплівка) – wieś na Ukrainie, w obwodzie czerniowieckim, w rejonie dniestrzańskim, w hromadzie Chocim. W 2001 liczyła 1461 mieszkańców, spośród których 1453 wskazało jako ojczysty język ukraiński, 5 rosyjski, 2 mołdawski, a 1 białoruski.